# 1954年香港
|        | 香港歷史 \| 香港歷史年表                                                                                                   |
| 世紀： | 19世紀香港 \| 20世紀香港 \| 21世紀香港                                                                                     |
| 年代： | 1920年代香港 \| 1930年代香港 \| 1940年代香港 \| 1950年代香港 \| 1960年代香港 \| 1970年代香港 \| 1980年代香港               |
| 年份： | 1950年香港 \| 1951年香港 \| 1952年香港 \| 1953年香港 \| 1954年香港 \| 1955年香港 \| 1956年香港 \| 1957年香港 \| 1958年香港 |
| 紀年： | 甲午年（马年）、香港開埠113周年、香港重光9周年                                                                             |

## 政府

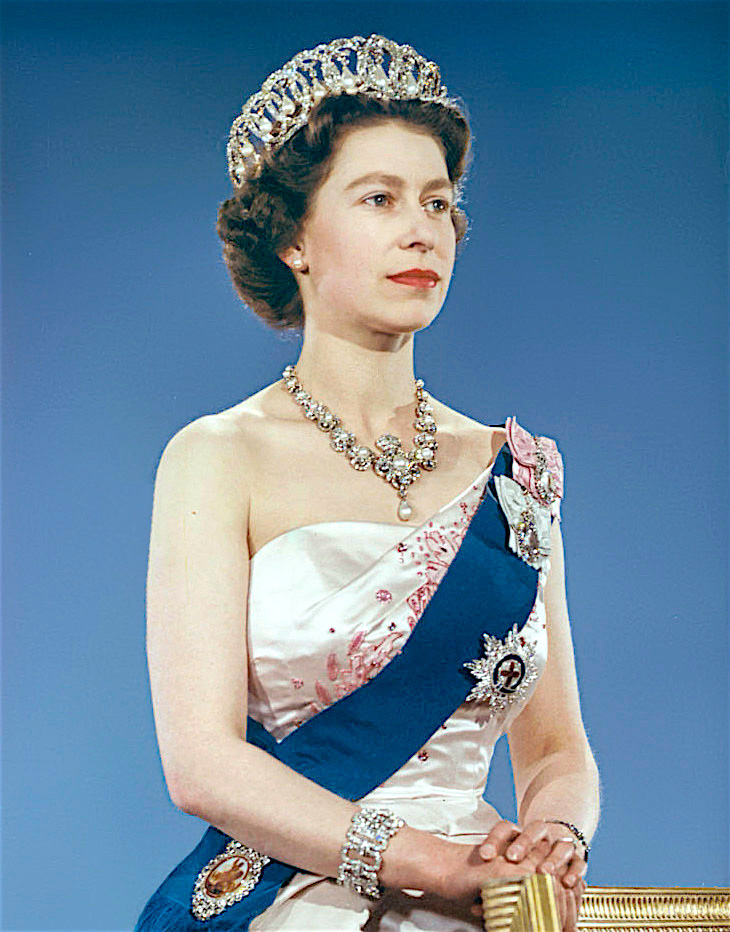
英国君主：伊丽莎白二世

## 大事記
- 1月1日，女子被發現伏屍山頂夏力道草叢。
- 1月5日，大埔錦山村77號發生殺妻案。
- 1月16日，位於德輔道與雪廠街交界的中天行在拆卸時突然塌下，3死1傷。
- 4月5日，港府擬將牛頭角及柴灣闢為工業特區，牛頭角一帶需填海以容納新工廠及工人宿舍。
- 5月7日，青山道九華路段貨車墮崖，2死7傷。
- 5月12日，大南街木樓發生大火，一名消防隊長殉職。[1]
- 5月24日，深水埗大埔道81號3樓凌晨4時發生縱火案，讓成三屍四命九傷慘案。[2]
- 6月9日，駐港英軍遊艇「愛蓮娜號」出遊時突然失蹤，9人下落不明。
- 6月12日，第五屆香港小姐競選舉行決賽，李慧珍成為1954年度香港小姐冠軍，她在同年7月代表香港到美國加州長灘參加第三屆環球小姐競選奪得季軍。[3]
- 6月30日，中國總理周恩來抵港訪問。
- 7月14日，大埔錦山村大火，焚屋3間，釀成14死8傷。[4]
- 7月22日，石硤尾大坑東木屋區大火，造成9死100傷，24,000人失去家園。[5]
- 8月28日，西醫吳鋈堅於診所強姦一名24歲看病女子。
- 8月29日，超強颱風艾黛襲港，香港天文台懸掛九號風球[6]，1死10傷[7]。
- 9月9日，駐港英軍在新界舉行海、陸、空3軍聯合防衛大演習。
- 10月1日，深水埗李鄭屋村木屋區大火，24人受傷，災民6,770名。[8]
- 10月20日，東區醫院一名孕婦誕下4手、4足的女嬰，惟出生不久即夭折，遺體送贊育醫院浸製標本，作醫學上研究之用。
- 11月6日，超強颱風柏美娜襲港，香港天文台懸掛九號風球[6]，造成4死16失蹤21傷[9][10]。

- 11月20日，深水埗大埔道村木屋區大火，7死18傷，5,500人無家可歸。[11]
- 12月2日，青山道新圍村中段14號木屋，男子因懷疑妻子有外遇打傷妻子梁及殺死兒子。
- 12月6日，休班警到紅磡球場踢球時，突被數人圍毆，胸部被利器刺傷，流血過多不治斃命。
- 12月13日，法院判處涉嫌於8月28日應診期間強姦女病人的西醫吳鋈堅監禁5年。
- 12月20日，紅磡大環火災，5死40餘傷，焚屋600間，災民2,000餘人。

## 出生人物
- 8月12日，梁振英，香港第4任行政長官。

## 逝世人物
- 9月5日，華僑實業家胡文虎。